# Збірна Сен-Мартену з футболу
Не слід плутати зі збірною Сінт-Мартену з футболу
Збі́рна Сен-Марте́ну з футбо́лу — національна футбольна команда, яка представляє Сен-Мартен (заморську громаду Франції, що займає північну частину острова Святого Мартіна і прилеглі острови) в міжнародних футбольних матчах і турнірах. Керівна організація — Футбольний комітет Північних островів. Не входить до ФІФА і не має права брати участі у чемпіонаті світу. Є членом КОНКАКАФ і бере участь у змаганнях, що проводяться цією організацією.

## Історія
Збірна існує з осені 1994 року, в лютому 2001 року вона домоглася досить великих для себе успіхів, обігравши з рахунком 3:1 спочатку Монтсеррат, а потім Ангілью; у листопаді 2004 року вона зазнала найбільшої у своїй історії поразки, поступившись Ямайці 0:12.
Збірна Сен-Мартену з 2001 року є постійним учасником відбіркових турнірів Золотого кубку КОНКАКАФ, але всі спроби пробитися у фінальну частину змагання були марні.

## Золотий кубок КОНКАКАФ
- 1991 – 2000 — не брала участі
- 2001 – 2025 — не пройшла кваліфікацію